# Otočić Garmenjak Mali
Otočić Garmenjak Mali är en ö i Kroatien.   Den ligger i länet Zadars län, i den södra delen av landet, 220 km söder om huvudstaden Zagreb.
Terrängen på Otočić Garmenjak Mali är mycket platt.